# I de dödas namn
I de dödas namn är en roman av Ian Rankin, utgiven i Storbritannien år 2006. Engelska originalets titel är The Naming of the Dead. Göran Grip översatte romanen till svenska 2007. Romanen är den sextonde i serien om kommissarie Rebus.

## Handling
Edinburgh gör sig redo för det stora G8-mötet som ska äga rum i juli 2005. Mitt i allt detta utreder Rebus och Clarke dels en rad mord begångna av en seriemördare samt vad som verkar vara en hög politikers självmord under mötets första dagar. Clarke blir personligen engagerad då hennes aktivistiska mor blir misshandlad under demonstrationerna kring G8-mötet. I bakgrunden återfinns som så ofta gangstern "Big Ger" Gafferty, som nu fått en värdig motståndare i det ambitiösa kommunalrådet Tench.